# Hohenackeria
Hohenackeria är ett släkte i familjen flockblommiga växter. Det beskrevs av Friedrich Ernst Ludwig von Fischer och Carl Anton von Meyer 1836.

## Arter
Släktet omfattar två arter i Sydeuropa, Nordafrika och västra Asien:
- Hohenackeria exscapa (Steven) Grande
- Hohenackeria polyodon Coss. & Durieu